# Coccoloba
Coccoloba ist eine Pflanzengattung innerhalb der Familie der Knöterichgewächse (Polygonaceae). Die etwa 120 Arten sind in der Neotropis weitverbreitet. Deutschsprachige Trivialnamen für Arten dieser Gattung sind Meertraubenbaum und Seetraube.

## Beschreibung

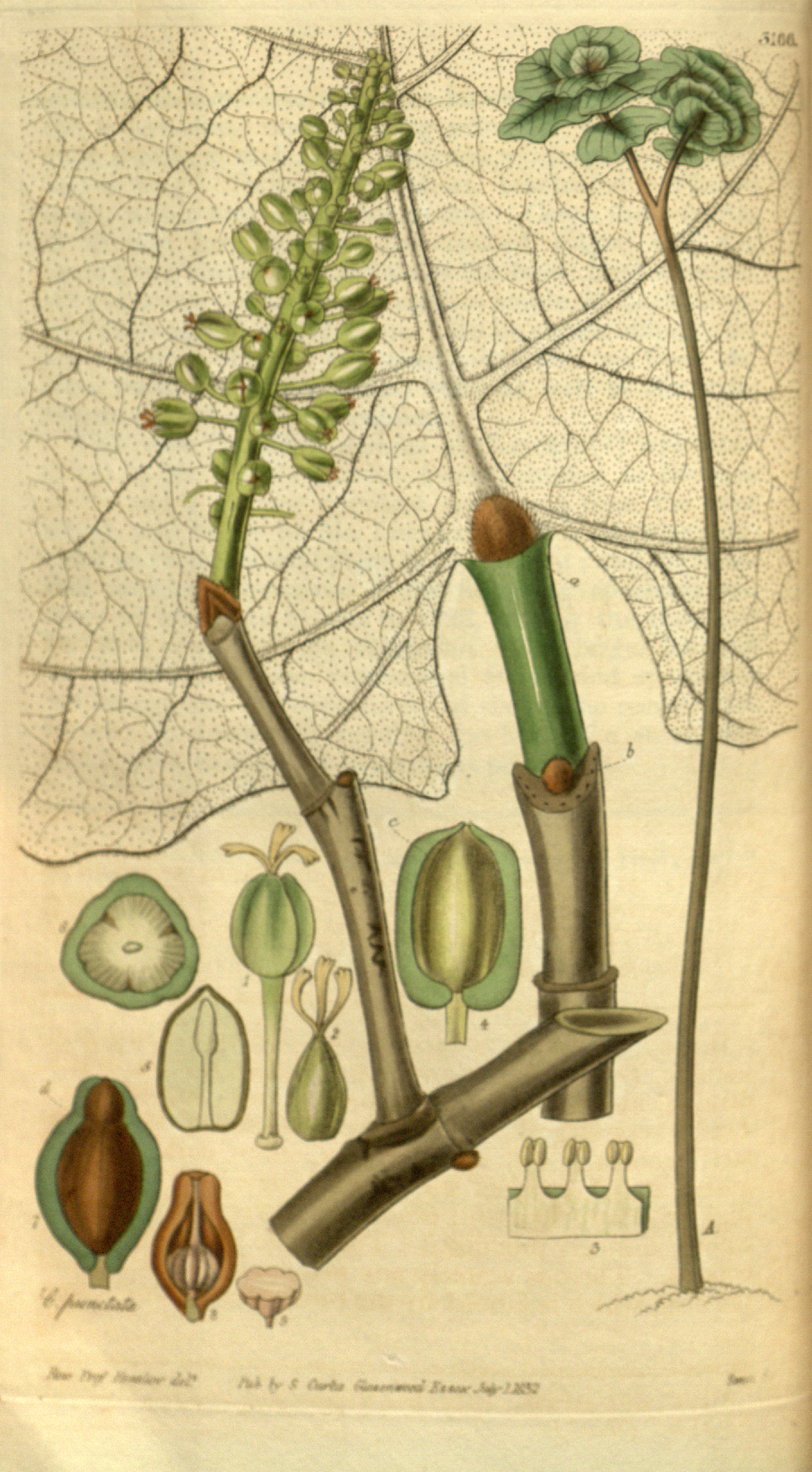
Illustration von Coccoloba pubescens

### Vegetative Merkmale
Coccoloba-Arten sind verholzende Pflanzen, die als immergrüne Sträucher, Bäume oder Lianen wachsen.
Die wechselständig angeordneten Laubblätter sind je nach Art sitzend oder gestielt. Die einfachen Blattspreiten sind je nach Art lanzettlich bis rundlich oder elliptisch, seltener eiförmig. Der Blattrand ist ganz und am Blattstiele ist eine abfallende Ochrea vorhanden.

### Generative Merkmale
Viele Blüten stehen in endständigen, oft überhängenden, traubigen Blütenständen zusammen. Die Blüten sind einzeln oder in kleineren Gruppen an der Rhachis, sie sind gestielt und besitzen eine Ochrea.
Coccoloba-Arten sind zweihäusig getrenntgeschlechtig (diözisch). Es gibt funktional männliche und weibliche Blüten, selten auch noch zwittrige (Coccoloba cereifera). Die Blütenhülle ist weiß oder grün-weiß bis rötlich und glockenförmig verwachsen, mit kürzeren Zipfeln, Lappen. Es sind fünf Tepalen vorhanden. In den männlichen Blüten sind acht Staubblätter vorhanden, die an der Basis verwachsen sind, ein Stempel ist noch rudimentär vorhanden. In den weiblichen Blüten ist ein mittel- bis oberständiger, teils kurz gestielter Fruchtknoten mit drei Griffeln vorhanden, Staubblätter sind rudimentär vorhanden.
Als Früchte werden braune bis schwarze, einsamige Achänen umgeben von einer oft bunten, fleischigen Blütenhülle (Scheinfrucht) gebildet.
Die Chromosomengrundzahl beträgt x = 11.

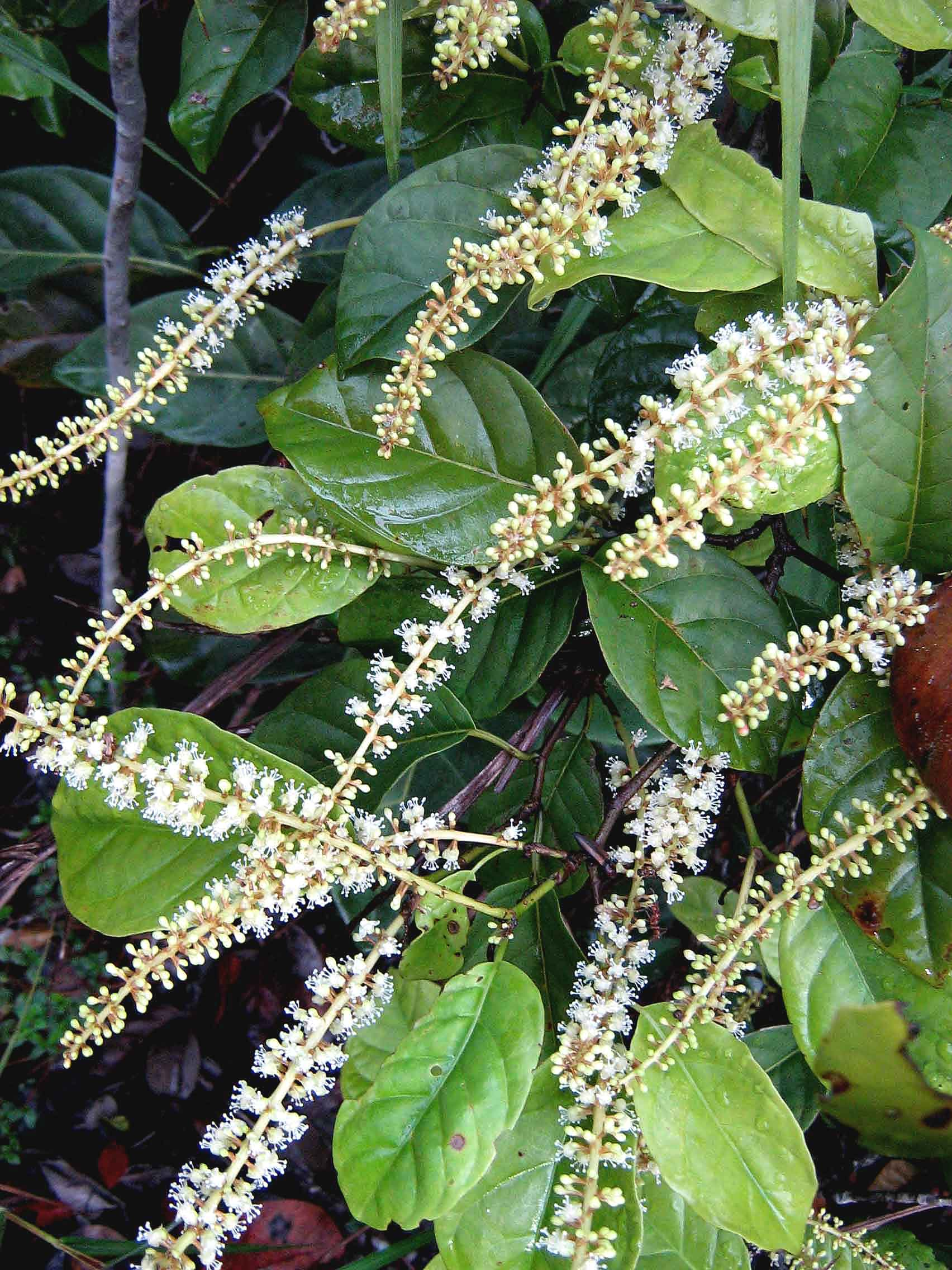
Coccoloba arborescens

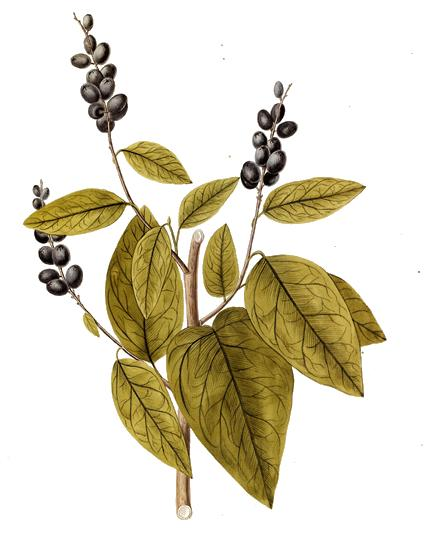
Illustration aus Icones I: Selectarum stirpium Americanarum historia : in qua ad Linnaeanum systema determinatae descriptaeque sistuntur plantae illae, quas in insulis Martinica, Jamaica, Domingo aliisque et in vicinae continentis parte, observavit rariores; adjectis iconibus ad autoris archetypa pictis / Nicolai Josephi Jacquin. Volume 2 of 3 von Coccoloba diversifolia

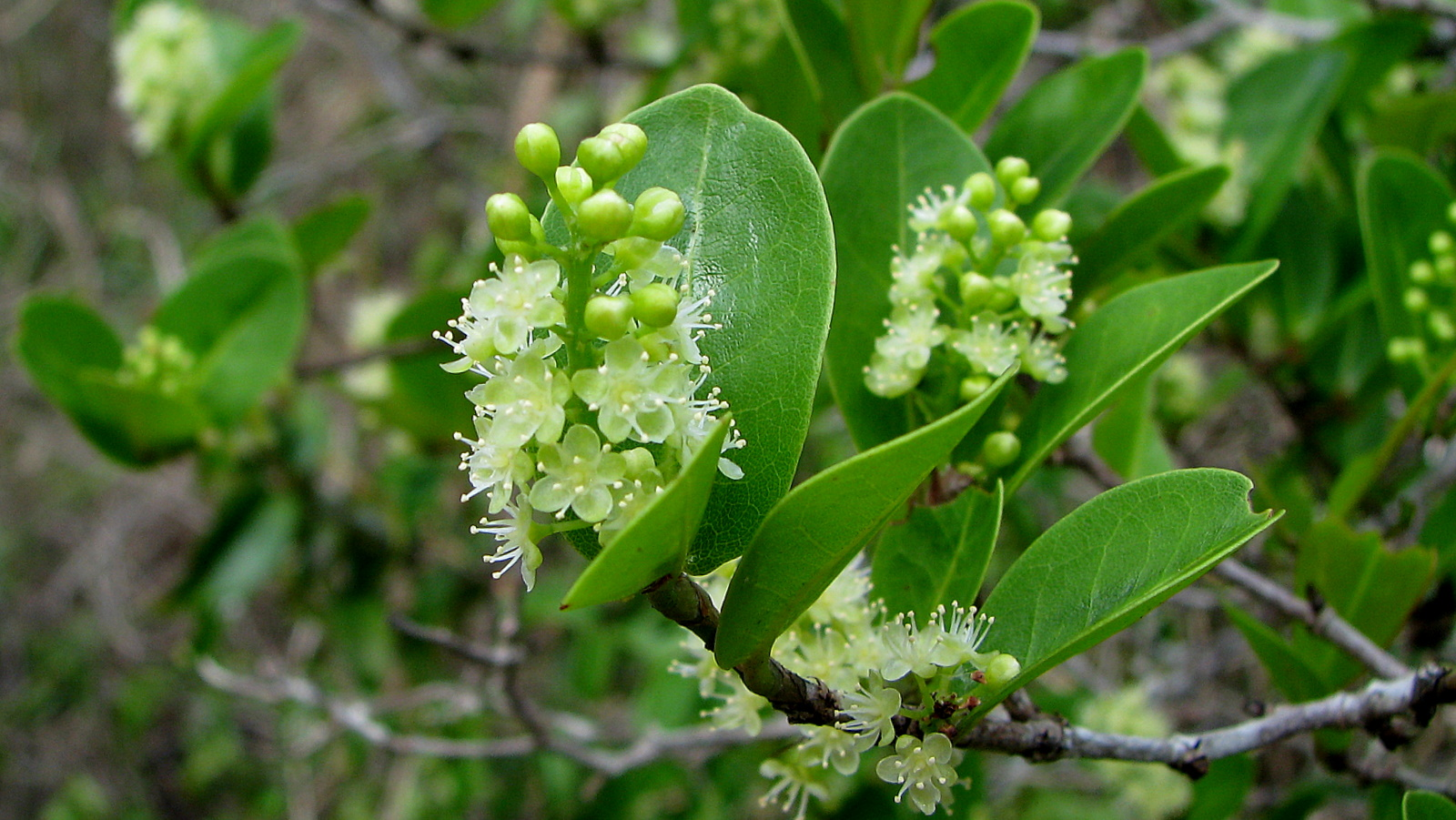
Coccoloba ramosissima

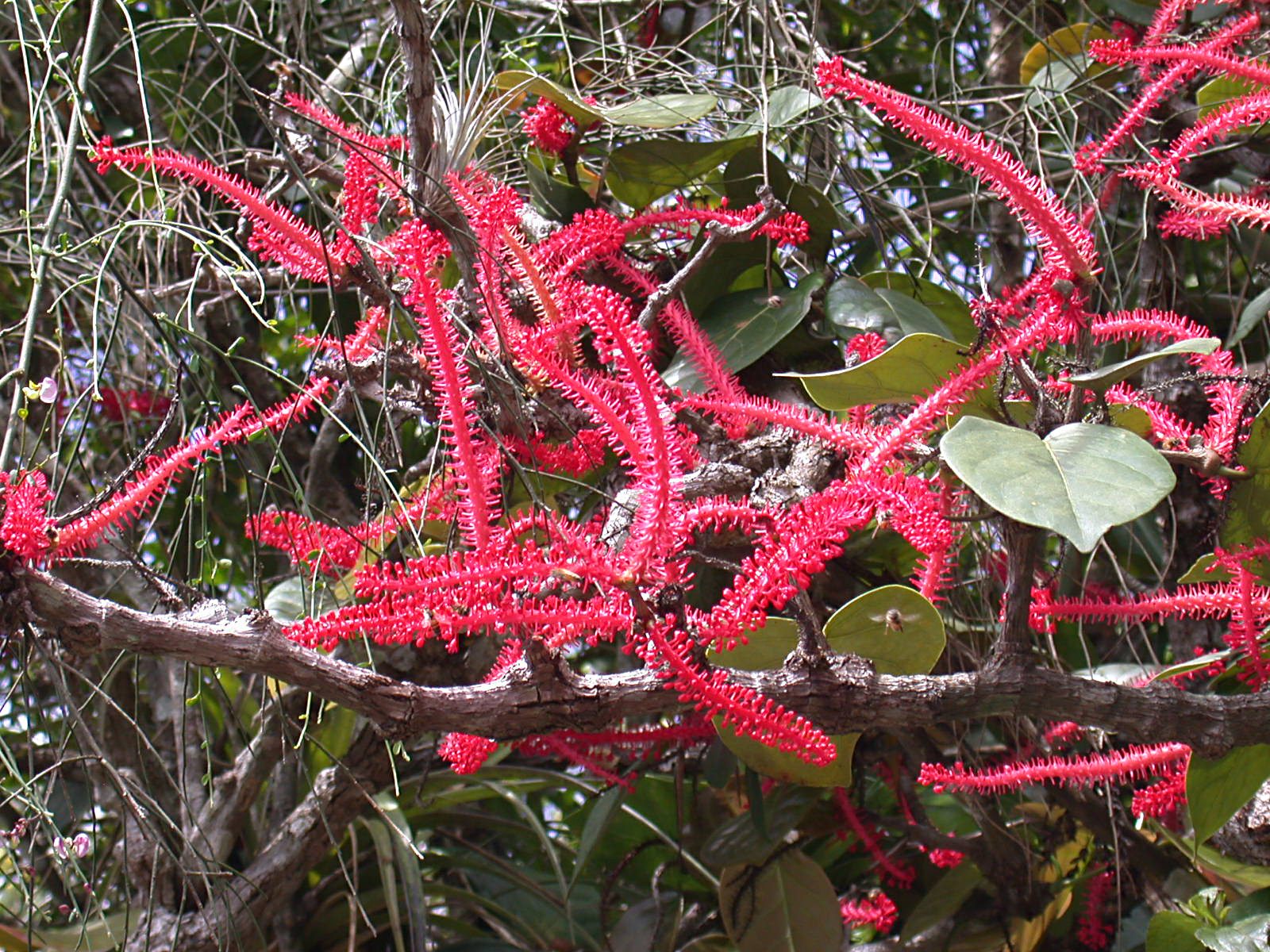
Blütenstände von Coccoloba sintenisii

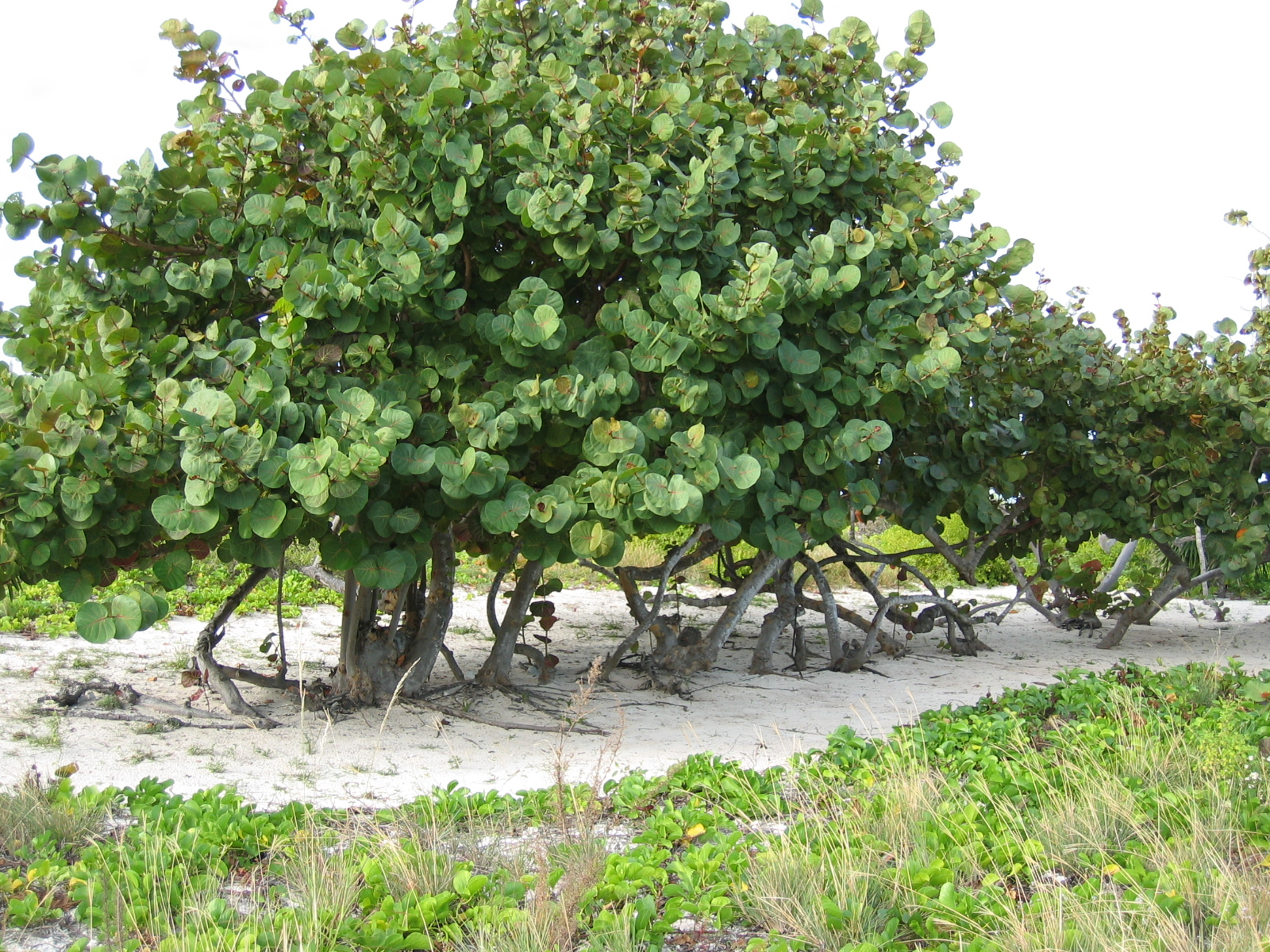
Habitus von Coccoloba uvifera

## Systematik und Verbreitung
Die Gattung Coccoloba wurde 1756 durch den irischen Botaniker Patrick Browne in The Civil and Natural History of Jamaica in Three Parts, Seite 209–210 aufgestellt, dort mit der Bezeichnung Coccolobis. Der Gattungsname Coccoloba P.Browne ist gegenüber Coccolobis (Melbourne ICN Art. 14.11 & App. III) und Guaiabara Mill. nom. rej. (Melbourne ICN Art. 14.4 & App. III) konserviert. Ein weiteres Synonym für Coccoloba P.Browne ist Campderia Benth.
Die Gattung Coccoloba ist in der Neotropis in den subtropischen bis meist tropischen Gebieten von den südlichen USA über Mexiko und Zentral- bis Südamerika, einschließlich der karibischen Inseln weitverbreitet.
Es gibt 120 bis 177 Coccoloba-Arten:
- Coccoloba acapulcensis Standl.[6]
- Coccoloba acrostichoides Cham.[6]
- Coccoloba acuminata Kunth[6]
- Coccoloba acuna R.A.Howard[6]
- Coccoloba alainii Acev.-Rodr.[6]
- Coccoloba albicans Ekman[6]
- Coccoloba alnifolia Casar.[6]
- Coccoloba arborescens (Vell.) R.A.Howard[6]
- Coccoloba argentinensis Speg.[6]
- Coccoloba armata C.Wright ex Griseb.[6]
- Coccoloba ascendens Duss ex Lindau[6]
- Coccoloba baracoensis O.C.Schmidt[6]
- Coccoloba barbadensis Jacq.[6]
- Coccoloba barkeri Ekman & O.C.Schmidt[6]
- Coccoloba belizensis Standl.[6]
- Coccoloba benitensis Britton[6]
- Coccoloba berazainiae I.Castañeda[6]
- Coccoloba boxii Sandwith[6]
- Coccoloba brasiliensis Nees & Mart.[6]
- Coccoloba buchii O.C.Schmidt[6]
- Coccoloba bullata R.A.Howard[6]
- Coccoloba caesia Ekman[6]
- Coccoloba caracasana Meisn.[6]
- Coccoloba caravellae Sastre & Fiard[6]
- Coccoloba ceibensis O.C.Schmidt[6]
- Coccoloba cereifera Schwacke[6]
- Coccoloba charitostachya Standl.[6]
- Coccoloba chiapensis Standl.[6]
- Coccoloba cholutecensis R.A.Howard[6]
- Coccoloba clementis R.A.Howard[6]
- Coccoloba colombiana R.A.Howard[6]
- Coccoloba conduplicata Maguire[6]
- Coccoloba cordata Cham.[6]
- Coccoloba coriacea A.Rich.[6]
- Coccoloba coronata Jacq.[6]
- Coccoloba costata C.Wright[6]
- Coccoloba cowellii Britton[6]
- Coccoloba cozumelensis Hemsl.[6]
- Coccoloba cristalensis (Alain) I.Castañeda[6]
- Coccoloba cruegeri Lindau[6]
- Coccoloba cujabensis Wedd.[6]
- Coccoloba darienensis R.A.Howard[6]
- Coccoloba declinata (Vell.) Mart.[6]
- Coccoloba densifrons Mart. ex Meisn.[6]
- Coccoloba diversifolia Jacq.[6]
- Coccoloba dussii Lindau[6]
- Coccoloba escuintlensis Lundell[6]
- Coccoloba excelsa Benth.[6]
- Coccoloba fallax Lindau[6]
- Coccoloba fastigiata Meisn.[6]
- Coccoloba fawcettii O.C.Schmidt[6]
- Coccoloba filipes Standl.[6]
- Coccoloba flavescens Jacq.[6]
- Coccoloba floresii Ortiz-Díaz & Arnelas: Sie wurde 2015 aus dem mexikanischen Bundesstaat Chiapas erstbeschrieben.[6]
- Coccoloba floribunda (Benth.) Lindau[6]
- Coccoloba fuertesii Urb.[6]
- Coccoloba gardneri Meisn.[6]
- Coccoloba geniculata Lindau[6]
- Coccoloba gentryi R.A.Howard[6]
- Coccoloba glaziovii Lindau[6]
- Coccoloba goldmanii Standl.[6]
- Coccoloba gracilis Kunth[6]
- Coccoloba grandiflora Lindau[6]
- Coccoloba guanacastensis W.C.Burger[6]
- Coccoloba guaranitica Hassl.[6]
- Coccoloba gymnorrhachis Sandwith[6]
- Coccoloba hirtella Lundell[6]
- Coccoloba hondurensis Lundell[6]
- Coccoloba hotteana O.C.Schmidt[6]
- Coccoloba howardii Castañeda[6]
- Coccoloba humboldtii Meisn.[6]
- Coccoloba incrassata Urb.[6]
- Coccoloba jimenezii Alain[6]
- Coccoloba johnstonii R.A.Howard[6]
- Coccoloba jurgensenii Lindau[6]
- Coccoloba krugii Lindau[6]
- Coccoloba laevis Casar.[6]
- Coccoloba lanceolata Lindau[6]
- Coccoloba lapathifolia Standl.[6]
- Coccoloba lasseri Lundell[6]
- Coccoloba latifolia Poir.[6]
- Coccoloba lehmannii Lindau[6]
- Coccoloba leoganensis Jacq.[6]
- Coccoloba leonardii R.A.Howard[6]
- Coccoloba liebmannii Lindau[6]
- Coccoloba lindaviana R.A.Howard[6]
- Coccoloba lindeniana (Benth.) Lindau[6]
- Coccoloba liportizii Gómez-Laur. & N.Zamora[6]
- Coccoloba llewelynii R.A.Howard[6]
- Coccoloba longifolia Fisch. ex Lindau[6]
- Coccoloba longipes S.Moore[6]
- Coccoloba lucidula Benth.[6]
- Coccoloba manzinellensis Beurl.[6]
- Coccoloba meissneriana (Britton) K.Schum.[6]
- Coccoloba microphylla Griseb.[6]
- Coccoloba microstachya Willd.[6]
- Coccoloba mollis Casar.[6]
- Coccoloba montana Standl.[6]
- Coccoloba mosenii Lindau[6]
- Coccoloba munizii Borhidi[6]
- Coccoloba nervosa Alain[6]
- Coccoloba nicaraguensis Standl. & L.O.Williams[6]
- Coccoloba nigrescens Lindau[6]
- Coccoloba nipensis Urb.[6]
- Coccoloba nitida Kunth[6]
- Coccoloba nodosa Lindau[6]
- Coccoloba northropiae Britton[6]
- Coccoloba nutans Kunth[6]
- Coccoloba obovata Kunth[6]
- Coccoloba obtusifolia Jacq.[6]
- Coccoloba ochreolata Wedd.[6]
- Coccoloba oligantha Alain[6]
- Coccoloba orinocana R.A.Howard[6]
- Coccoloba orizabae Lindau[6]
- Coccoloba ortizii R.A.Howard[6]
- Coccoloba ovata Benth.[6]
- Coccoloba padiformis Meisn.[6]
- Coccoloba pallida C.Wright ex Griseb.[6]
- Coccoloba paraensis Meisn.[6]
- Coccoloba paraguariensis Lindau[6]
- Coccoloba pauciflora Urb.[6]
- Coccoloba peltata Schott[6]
- Coccoloba persicaria Wedd.[6]
- Coccoloba peruviana Lindau[6]
- Coccoloba petrophila Brandegee[6]
- Coccoloba picardae Urb.[6]
- Coccoloba plantaginea Wedd.[6]
- Coccoloba plumieri Griseb.[6]
- Coccoloba porphyrostachys Gómez-Laur.[6]
- Coccoloba portuguesana R.A.Howard[6]
- Coccoloba praecox C.Wright ex Lindau[6]
- Coccoloba praestans Borhidi[6]
- Coccoloba proctorii R.A.Howard[6]
- Coccoloba pubescens L.[6]
- Coccoloba pyrifolia Desf.[6]
- Coccoloba ramosissima Wedd.[6]
- Coccoloba reflexa Lindau[6]
- Coccoloba reflexiflora Standl.[6]
- Coccoloba retirensis R.A.Howard[6]
- Coccoloba retusa Griseb.[6]
- Coccoloba rigida Meisn.[6]
- Coccoloba rosea Meisn.[6]
- Coccoloba rufescens C.Wright[6]
- Coccoloba rugosa Desf.[6]
- Coccoloba ruiziana Lindau[6]
- Coccoloba salicifolia Wedd.[6]
- Coccoloba samanensis O.C.Schmidt[6]
- Coccoloba savannarum Standl.[6]
- Coccoloba scandens Casar.[6]
- Coccoloba schomburgkiana Benth.[6]
- Coccoloba shaferi Britton[6]
- Coccoloba sintenisii Urb.[6]
- Coccoloba spicata Lundell[6]
- Coccoloba spinescens Morong[6]
- Coccoloba steinbachii R.A.Howard[6]
- Coccoloba sticticaulis Wedd.[6]
- Coccoloba striata Benth.[6]
- Coccoloba subcordata (Bertero ex DC.) Lindau[6]
- Coccoloba swartzii Meisn.[6]
- Coccoloba taylorii Urb.[6]
- Coccoloba tenuiflora Lindau[6]
- Coccoloba tenuifolia L.[6]
- Coccoloba tiliacea Lindau[6]
- Coccoloba toaensis Alain[6]
- Coccoloba troyana Urb.[6]
- Coccoloba tuerckheimii Donn.Sm.[6]
- Coccoloba tunii Ortiz-Díaz & Arnelas[6]
- Coccoloba uvifera (L.) L.[6]
- Coccoloba venosa L.[6]
- Coccoloba warmingii Meisn.[6]
- Coccoloba williamsii Standl.[6]
- Coccoloba wrightii Lindau[6]
- Coccoloba wurdackii R.A.Howard[6]
- Coccoloba yaracuyensis R.A.Howard[6]
- Coccoloba yaterensis I.Castañeda[6]
- Coccoloba zebra Griseb.[6]
- Coccoloba zuliana R.A.Howard[6]

## Nutzung
Coccoloba uvifera ist am häufigsten in Kultur. Die Früchte von Coccoloba uvifera sind essbar; sie werden unter anderem zu Marmelade und Wein verarbeitet. Das geäderte Holz von Coccoloba uvifera ist hart, schwer, hat eine schöne rote Farbe und wird unter anderem zu Möbeln verarbeitet.